# Čimišník stromovitý
Čimišník stromovitý (Caragana arborescens) je druh rostlin, dřevin z čeledi bobovité. Jsou to keře nebo malé stromy se složenými listy se žlutými květy.

## Rozšíření
Druh je původní na Sibiři a v části Číny, sousedním Mongolsku a Kazachstánu. V některých oblastech Spojených států je považován za invazivní druh. Čimišník stromovitý je v České republice pěstován jako okrasná dřevina. Do Evropy pronikl v polovině 18. století, v ČR je výskyt popsán v roce 1835.

## Popis
Až 4 m vysoký, opadavý keř nebo menší strom. Větve beztrnné, zpočátku chlupaté, později téměř nebo úplně lysé. Listy sudozpeřené, se 4 až 8 páry lístků, které jsou podlouhlé, eliptické nebo vejčité, na vrcholu s nasazenou špičkou, v mládí chlupaté, později olysalé. Květy po 1 až 5, na článkované stopce, 18 až 25 mm dlouhé, žluté. Kvete v V až VI.
Opadavý keř, nebo méně často malý strom s obrvenými letorosty, vysoký až 2-6m. Roste středně silně až bujně, větve bývají nápadně vzpřímené.

### List
Listy jsou sudozpeřené, bývají světle zelené až tmavě zelené. Jsou složeny z 8 - 12 lístků. Jednotlivé lístky jsou podlouhlé nebo eliptické, 1 – 3,5 cm dlouhé, na konci osinkaté.

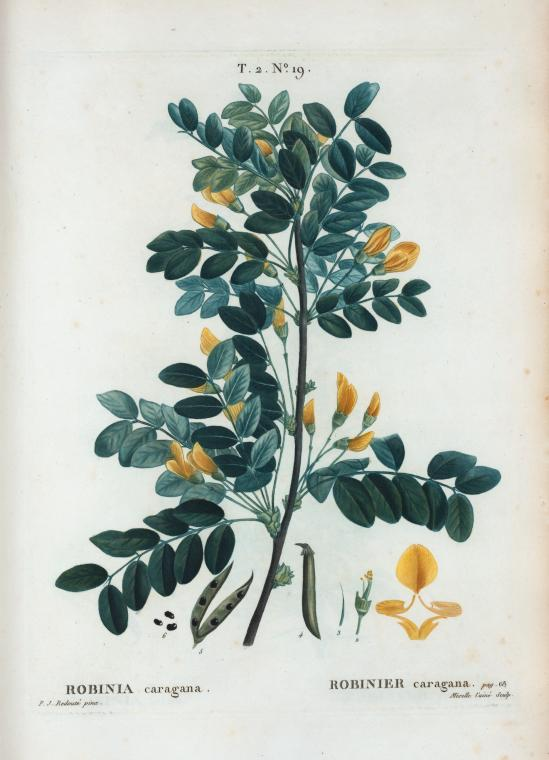
Popisný obrázek.

### Květ
Vonné žluté květy kvetou v květnu nebo červnu. Květy jsou typické pro bobovité, jsou tvořeny částmi rozlišenými na pavézu, křídla a člunek. Zvonkovitý kalich je na bázi slabě nafouklý. Květy jsou uspořádány ve svazečcích po 1 - 5.

### Plod
Plodem jsou válcovité lusky, ve zralém stavu hnědé, lysé, 25 – 50 mm dlouhé, které obsahují mnoho semen, dozrávají v červenci.

## Význam
Čimišník stromovitý (Caragana arborescens) je velmi odolný vůči suchu i chladu a proto je pěstován na prériích a pláních v Kanadě a severních oblastech USA zejména v ochranných pásech kolem stavení a ve větrolamech. V některých oblastech jsou nezralé lusky a semena používány jako zelenina. Z kůry jsou získávána vlákna na výrobu provazů a z listů se připravuje azurově modré barvivo. Tento druh je ceněn zejména na v polárních oblastech poloostrova Kola jako doplňková potrava pro stáda sobů a rostlina zlepšující půdu.

## Pěstování
Na stanoviště je druh nenáročný, snáší i suché a chudé půdy. Snese polostín preferuje slunné polohy. Snáší průmyslové prostředí. Roubovance jsou vhodné jako solitery nebo dominanty pro menší kompozice, vhodný také do skalek, suchých záhonů anebo do mobilní zeleně.

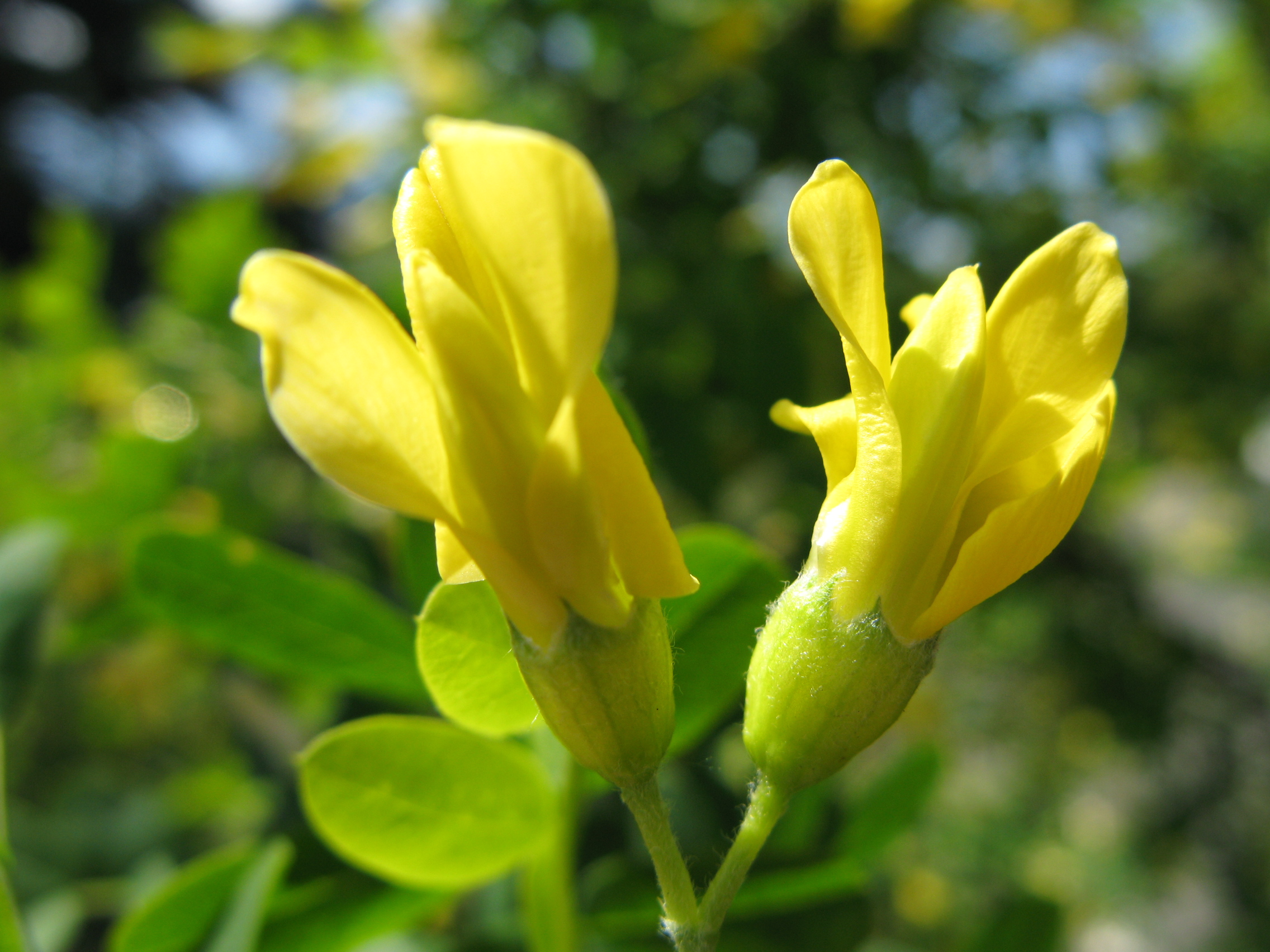
Květ.
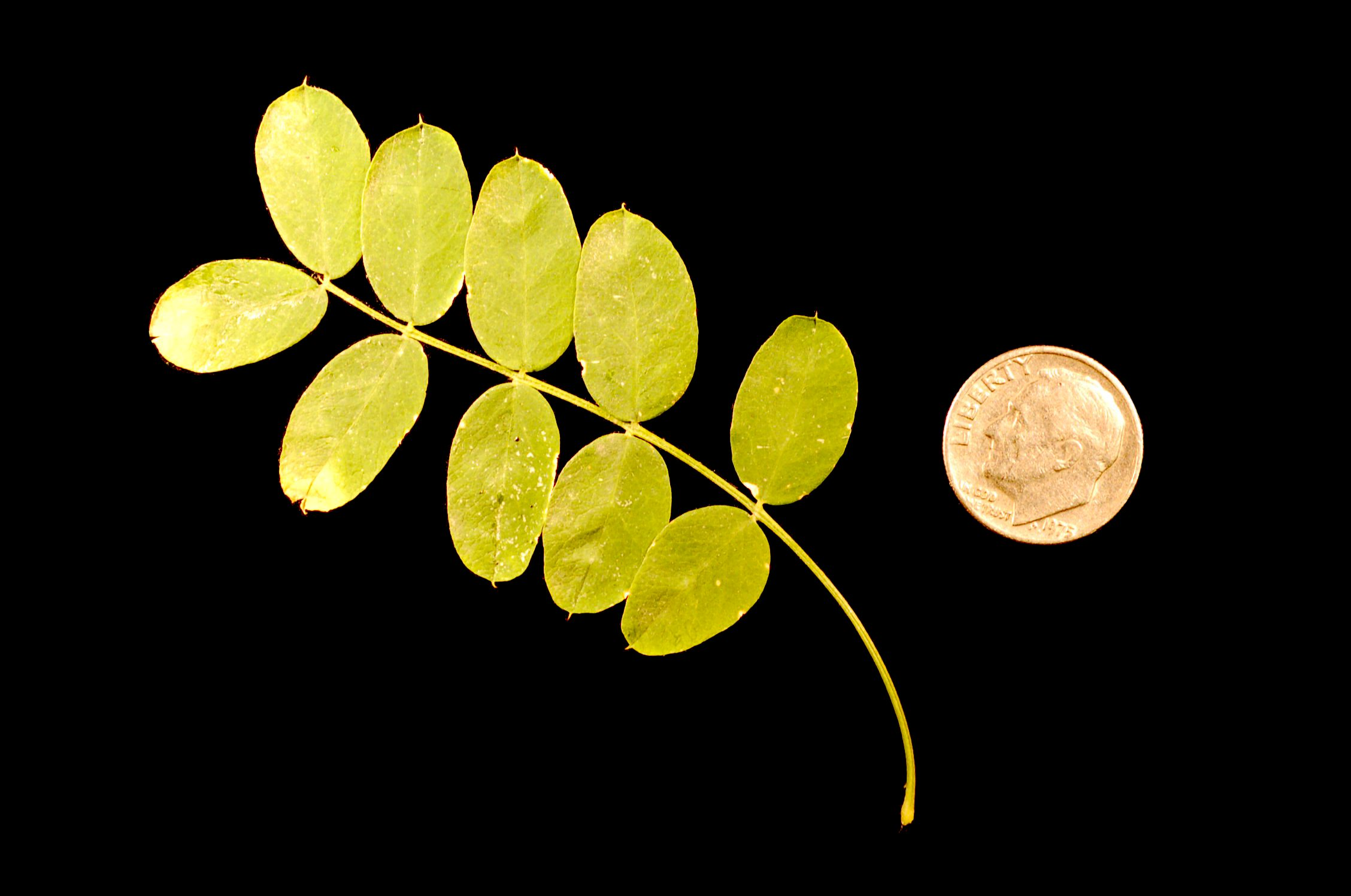
List.
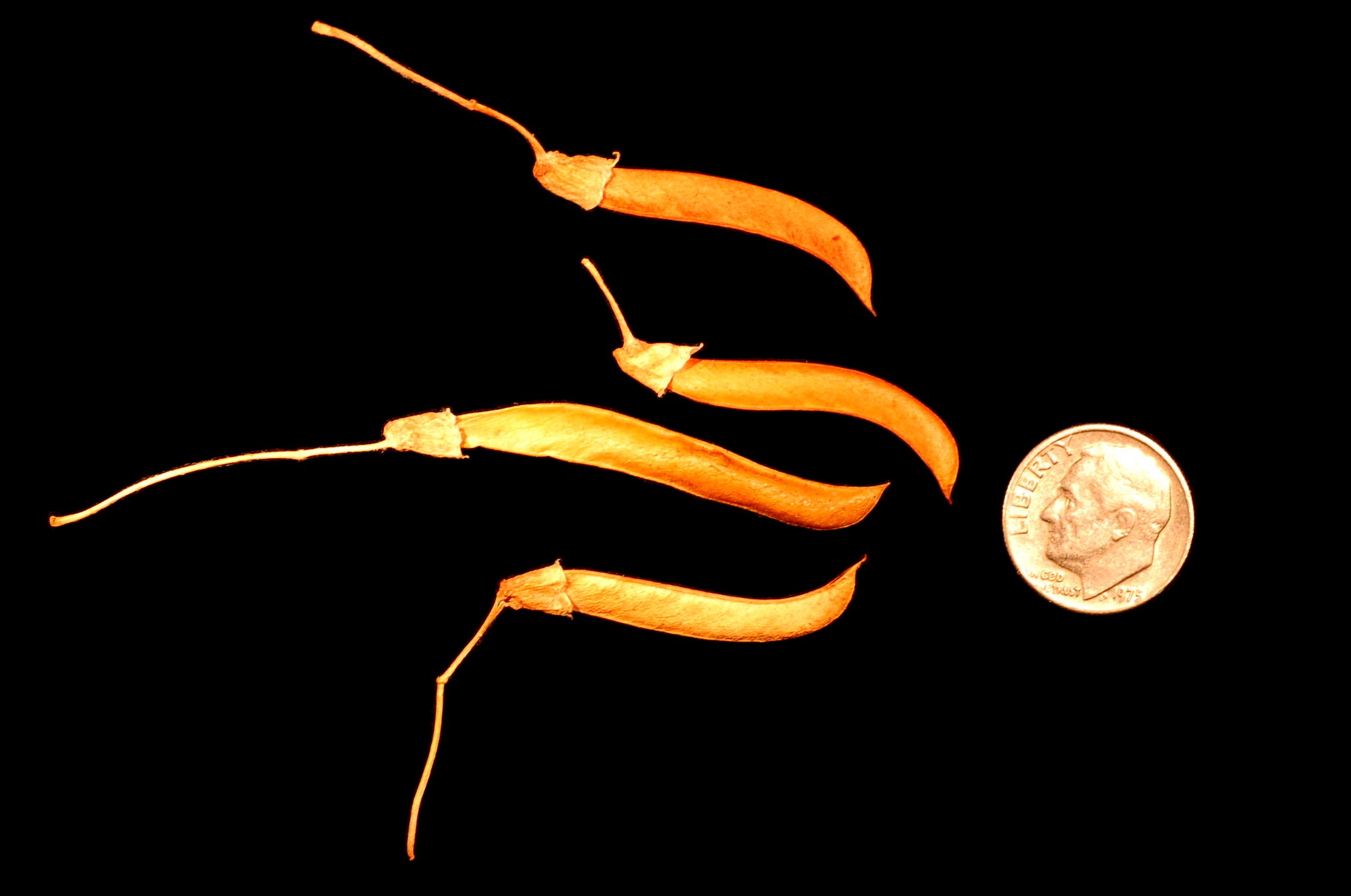
Plod.
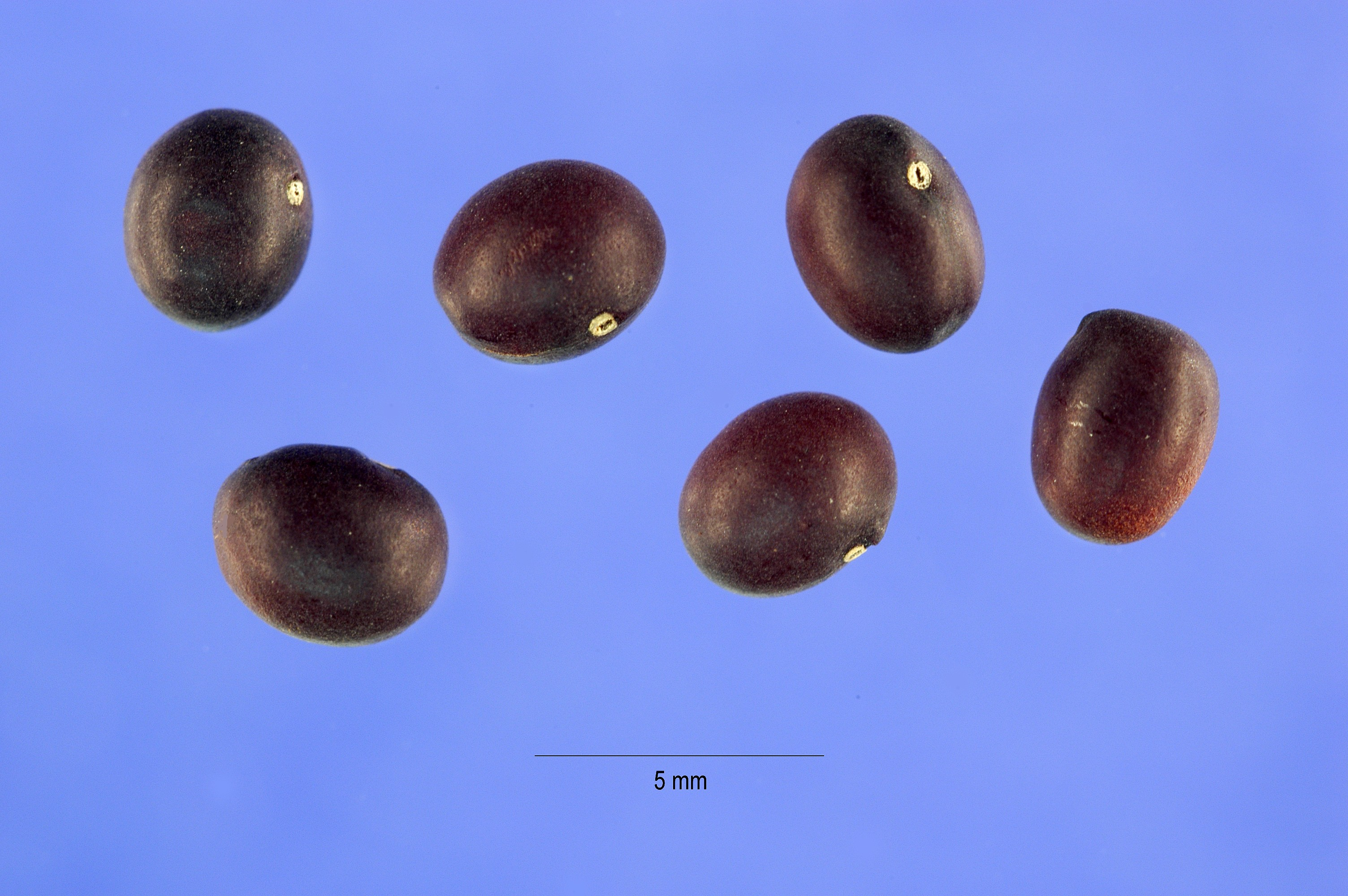
Semeno.
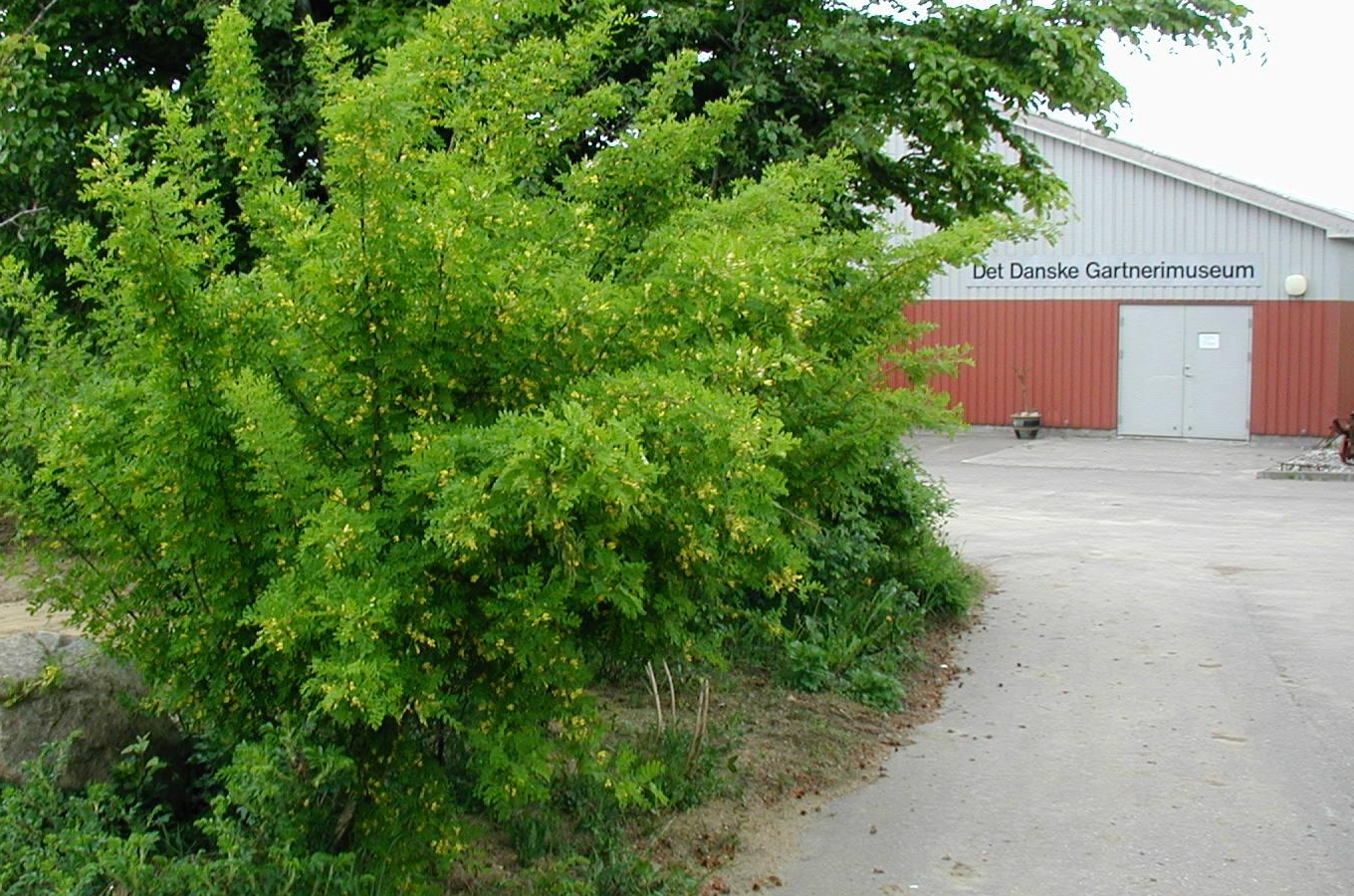
Habitus.
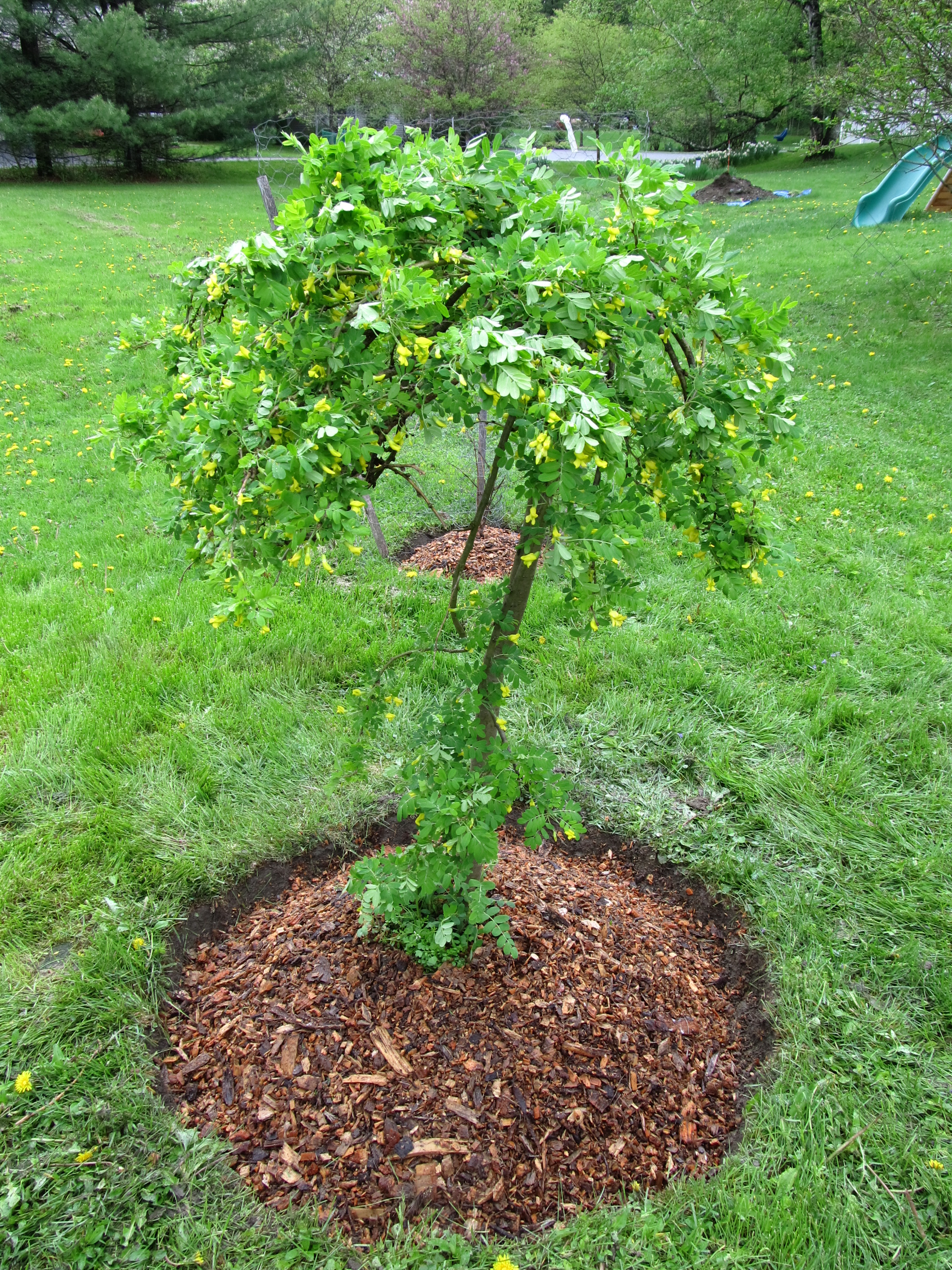
Převislý kultivar 'Pendula'.

### Kultivary
Mezi pěstovanými kultivary jsou především převislé, často pěstované jako roubovance na původním druhu jako podnoži a kmenotvorném druhu. Pěstované kultivary:
- 'Pendula, '
- 'Lorbergii'
- 'Walker'

## Toxicita
Toxikologické informační středisko u plodů uvádí „téměř nejedovaté plody – nebezpečná může být dávka nad 20 plodů (semen), po větším požitém množství se podává se aktivní uhlí nebývá nutná hospitalizace (jen u mimořádně citlivých osob při závažných příznacích), u zdravých jedinců se objevují nanejvýš zažívací potíže“